# Nudo che scende le scale n. 2
Nudo che scende le scale n. 2 (in francese: Nu descendant un escalier n ° 2) è un dipinto a olio su tela (147 cm×89,2 cm) del 1912 di Marcel Duchamp.
Prima della sua prima presentazione nel 1912 al Salon des Indépendants di Parigi, fu giudicato troppo futurista dai pittori cubisti. Successivamente fu esposto fra le opere cubiste dell'Exposició d'Art Cubista delle Galeries Dalmau di Barcellona dal 20 aprile al 10 maggio 1912. Quando fu esposto all'Armory Show di New York del 1913, il dipinto fu bersaglio di critiche e parodie. Il nudo di Duchamp fu anche raffigurato da Guillaume Apollinaire nel suo libro del 1913, Les Peintres Cubistes, Méditations Esthétiques. Oggi fa parte della collezione di Louise e Walter Arensberg del Philadelphia Museum of Art. Fra le opere più note della sua epoca, l'opera è considerata da molti un capolavoro modernista.

## Storia
Duchamp presentò il dipinto alla ventottesima esposizione della Société des Artistes Indépendants parigina, tenuta dal 25 marzo al 16 maggio 1912, per esibirsi assieme agli altri pittori cubisti partecipanti. Il titolo dell'opera, che avrebbe dovuto essere Nu descendant l'escalier, fu menzionato per la prima volta nel catalogo della mostra dove il dipinto appare sotto il numero 1001. Nonostante ciò, l'opera non fu esibita durante tale mostra.
I fratelli di Duchamp, Jacques e Raymond Duchamp-Villon furono invitati dal comitato d'asta a chiedere all'artista di ritirare il dipinto, o in alternativa di modificarlo o rinominarlo. Secondo Duchamp, cubisti come Albert Gleizes avevano scoperto che il suo nudo non era del tutto in linea con le loro teorie. Secondo le parole di Duchamp, il comitato in carica gli avrebbe impedito di esporre il suo nudo per il fatto che avesse un titolo "troppo letterario", e per la sua scelta di dipingere un nudo che scende da una scala, una soluzione che è stata giudicata "ridicola" poiché "un nudo merita rispetto".
Alcuni ritennero che il nudo discendente si avvicinasse troppo alle influenze del futurismo italiano. Sebbene la Section d'Or dei cubisti tollerasse e godesse la presenza di artisti stranieri come Constantin Brâncuși, František Kupka, Alexander Archipenko, Amedeo Modigliani e Joseph Csaky, i cubisti francesi ripudiavano gli stimoli dell'arte straniera. Nello stesso periodo in cui venne tenuta la celebre mostra d'arte futurista alla Galerie Bernheim-Jeune nel febbraio 1912, Duchamp negò di essersi ispirato al futurismo, sostenendo che vi fosse troppa distanza tra Parigi e l'Italia da rendere possibili delle contaminazioni artistiche fra le due correnti.

In un'intervista con la curatrice museale Katherine Kuh, Marcel Duchamp parlò del suo Nudo che scende le scale n. 2 e del suo rapporto con il futurismo e degli studi sul movimento fotografico di Muybridge e Marey:

In seguito, Duchamp descrisse ciò che correlava il concetto di movimento e il suo nudo:
 

Per quanto riguarda la petizione del comitato sospeso degli Indépendants asserì invece:
Nonostante la controversia che ruotava intorno all'opera, essa fu mostrata con il titolo originale Nu descendant l'escalier al Salon de la Section d'Or, presso la Galerie de la Boétie, nell'ottobre del 1912, assieme agli stessi artisti che avevano precedentemente agli Indépendants. Il nudo che scende dalle scale è anche apparso nelle illustrazioni di Du "Cubisme" e fu tra le varie tele esposte alla Maison Cubiste, organizzata dal designer André Mare per il Salon d'Automne del 1912 (tenuto pochi mesi dopo gli Indépendants). Lo storico dell'arte Peter Brooke scrisse che "fu proprio perché Duchamp desiderasse rimanere parte del gruppo che ritirò il dipinto e che, lungi dal maltrattare il gruppo, gli fu data una posizione piuttosto privilegiata, probabilmente attraverso il patrocinio di Picabia".
Secondo alcune fonti, Duchamp non avrebbe mai perdonato i suoi fratelli ed ex colleghi per aver censurato il suo lavoro.

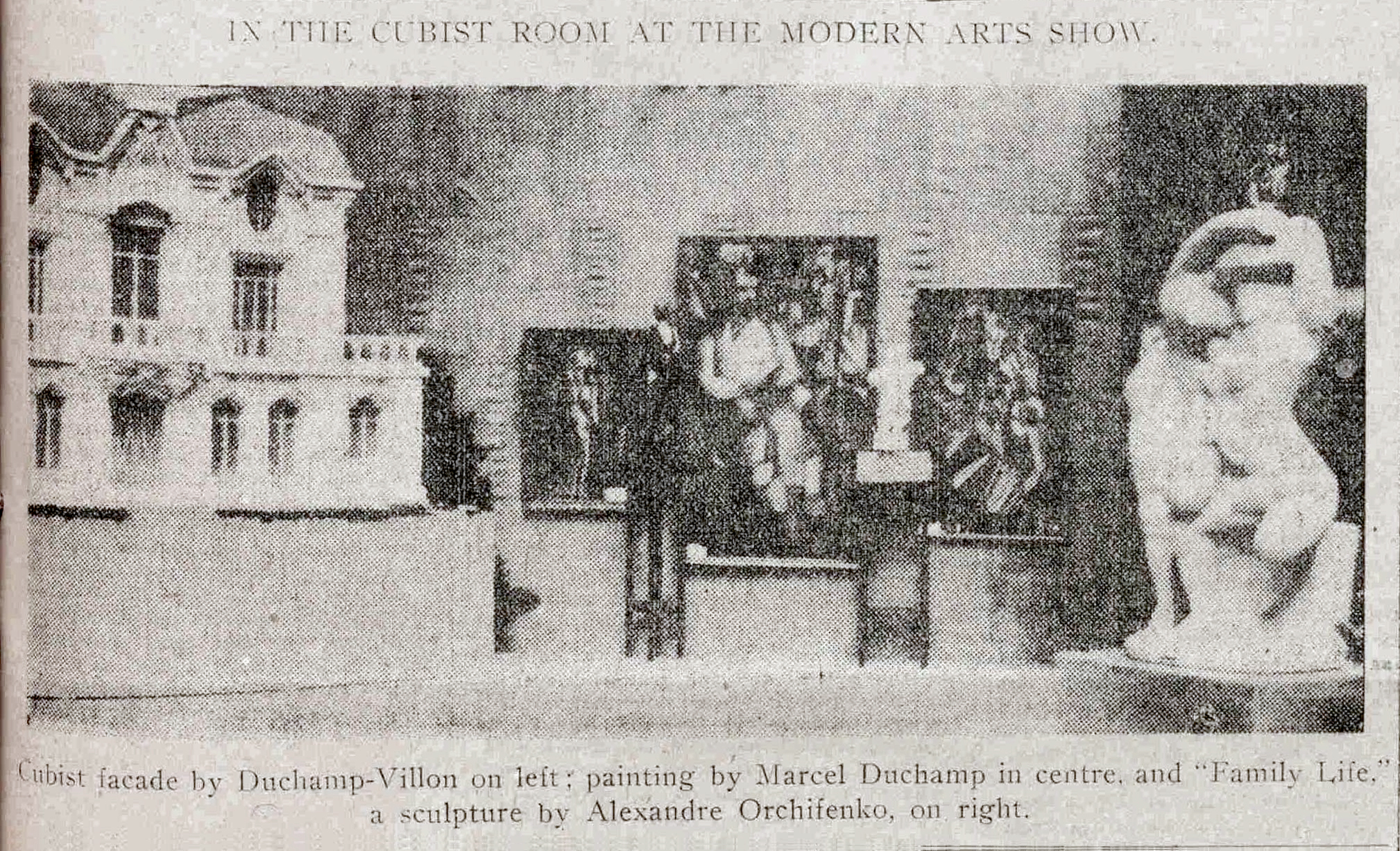
Fotografia della "stanza cubista" durante lArmory Show. L'opera di Duchamp è al centro dell'immagine (1913).

Sempre nel 1912, il dipinto fu esposto all'Exposició d'Art Cubista delle Galeries Dalmau di Barcellona. Duchamp successivamente esibì il dipinto all'Armory Show di New York, dove gli statunitensi, ancora abituati al naturalismo, rimasero sconcertati dalla tela. Il dipinto, esposto nella "stanza cubista", fu presentato con il titolo francese Nu descendant un escalier e catalogato con il numero 241. Una cartolina stampata per l'occasione mostrò per la prima volta il dipinto con la traduzione in lingua inglese, ovvero Nude Descending a Staircase. Julian Street, un critico d'arte del New York Times, affermò che l'opera assomigliasse a "un'esplosione in una fabbrica di ghiaia". Negli anni seguenti, l'opera fu oggetto di varie parodie e fumetti caricaturali; durante una rassegna in cui venivano parodiate alcune delle opere che hanno generato maggiore scandalo presso la 69th Regiment Armory, fu presentata un'opera intitolata Food Descending a Staircase ("cibo che scende dalle scale").
Durante l'Armory Show, il dipinto fu acquistato dall'avvocato e commerciante d'arte di San Francisco Frederic C. Torrey, che lo appese nella sua casa a Berkeley. Nel 1919, dopo aver commissionato una copia a grandezza naturale dell'opera, Torrey vendette l'originale a Louise e Walter Conrad Arensberg. Nel 1954 la tela entrò a nella collezione del Philadelphia Museum of Art come parte del lascito degli Arensberg. Oggi fa parte della collezione permanente del museo insieme agli studi preliminari e a una copia successiva del dipinto sempre realizzata da Duchamp.

## Descrizione e stile
Nudo che scende le scale n. 2 è un dipinto verticale che raffigura una figura ocra e marrone ripresa nell'atto di compiere un movimento astratto. Le "parti del corpo" discernibili della figura sono composte da elementi astratti annidati, conici e cilindrici assemblati insieme in modo da suggerire un senso di ritmo e trasmettere il senso di movimento della figura che sembra fondersi in se stessa. I contorni scuri limitano i contorni del corpo e fungono da linee di movimento che enfatizzano la dinamica della figura colta nell'atto di muoversi in avanti, mentre gli archi accentati delle linee tratteggiate sembrano suggerire una spinta pelvica. Il movimento della figura sembra ruotare in senso antiorario dall'angolo in alto a sinistra verso l'angolo in basso a destra, dove il gradiente della sequenza appare congelato. Man mano che la sequenza in movimento si allontana dalla parte in basso a destra e si avvicina a quella in alto a destra, il soggetto ritratto diventa più cupo e trasparente, quasi come per raffigurare un movimento avvenuto in passato che è però rimasto "congelato" nel tempo. Il centro dell'immagine è un amalgama di luci e ombre, che diventa più taglienti avvicinandosi ai bordi. La palette di colori caldi e monocromatici varia dagli ocra gialli a tonalità scure e quasi nere. In basso a sinistra, Duchamp inserì il titolo in stampatello "NU DESCENDANT UN ESCALIER", che sembra essere correlato all'opera. Tuttavia, non è certo che quella raffigurata sia una figura umana in quanto priva di identità, età, carattere e individualità, anche se alcuni abbiano presunto che fosse un soggetto maschile. Lo sfondo è dipinto con colori scuri che fanno risaltare il soggetto dell'opera.
Il nudo di Duchamp combina elementi cubisti e futuristi. Nella composizione, l'artista ritrae il movimento attraverso immagini sovrapposte in sequenza, simili alla fotografia stroboscopica. Duchamp asserì anche di essersi ispirato alla tecnica passo uno di Étienne-Jules Marey e in particolare a quella di Woman Walking Downstairs di Eadweard Muybridge della sua serie The Human Figure in Motion (1887).